# Zachary Williams
Zachary Isaiah Williams (* 5. Oktober 1994) ist ein US-amerikanischer Schauspieler sowie Model. 
Bekanntheit erlangte er besonders durch seine Rolle in dem Film Honey (USA 2003), wo er Raymond, den kleinen Bruder Bennys (Lil' Romeo), spielte. Ebenfalls zusammen mit Lil' Romeo stand er für die Nickelodeon-Serie Romeo! vor der Kamera. Zu seinen bedeutenderen Auftritten gehört auch eine Nebenrolle in  Star Trek: Der Aufstand.